# 리 터거슨
리 터거슨(Lee Tergesen, 1965년 7월 8일 ~ )는 미국의 배우이다.

## 출연 작품
- 에쿼티 (2016)
- 투큰 (2015)
- 데저트 캐시드럴 (2014)
- 롱마이어 시즌2 (2013)
- 레드 위도우 (2013)
- 레드 테일스 (2012)
- 노 원 리브스 (2012)
- 콜렉션 (2012)
- 실버 텅스 (2011)
- 라이프 온 마스 (2008)
- 제너레이션 킬 (2008)
- 아미 와이브즈 1 (2007)
- 마스터즈 오브 호러 시즌 2 에피소드 9 - 아이스크림 비명 (2007)
- 내 심장을 운디드 니에 묻어다오 (2007)
- 텍사스 전기톱 연쇄살인사건 - 0 (2006)
- 레스큐 미 시즌1 (2004)
- 위기의 주부들 (2004)
- 포가튼 (2004)
- 몬스터 (2003)
- 짖어대는 여자 (2002)
- 와일드 아이리스 (2001)
- 법과 질서 - 뉴욕 특수수사대 (2001)
- 샤프트 (2000)
- 다이아몬드 (1999)
- 인페르노 (1999)
- 오즈 (1997)
- 더 샷 (1996)
- 웨인즈 월드 2 (1993)
- 웨인즈 월드 (1992)
- 살인 주문 (1991)
- 폭풍 속으로 (1991)
- 법과 질서 (1990)